# Sittang
Le Sittang est un fleuve de Birmanie (Union du Myanmar). Il prend sa source sur le plateau Shan, au sud-est de Mandalay, et s'écoule en direction du sud jusqu'au golfe de Martaban, entre l'Irrawaddy (à l'ouest) et la Salween (à l'est). Sa longueur est de 421 kilomètres et son débit annuel d'environ 50 km³. Le Sittang traverse la ville de Naypyidaw, la capitale du pays.
Son cours est assez plat, mais le mascaret à son embouchure et ses forts courants la rendent peu propice à la navigation. Elle n'est navigable toute l'année que sur 40 km, et sur 90 km trois mois par an.

## Histoire
Pendant la campagne de Birmanie, la vallée du Sittang a été le théâtre de plusieurs affrontements :
- du 19 au 23 février 1942, l'armée des Indes britanniques subit une grave défaite en défendant le pont sur la Sittang contre l'armée impériale japonaise ;
- du 24 au 30 mars 1942, la bataille de Taungû est un épisode mineur de la suite de la conquête japonaise ;
- à partir du 3 juillet 1945, une violente bataille s'est déroulée sur le coude de la Sittang entre les forces britanniques et l'armée japonaise en retraite : celle-ci subit une véritable hécatombe en tentant de traverser le fleuve, avec presque 10 000 morts, contre moins d'une centaine pour les Britanniques.

## Faune

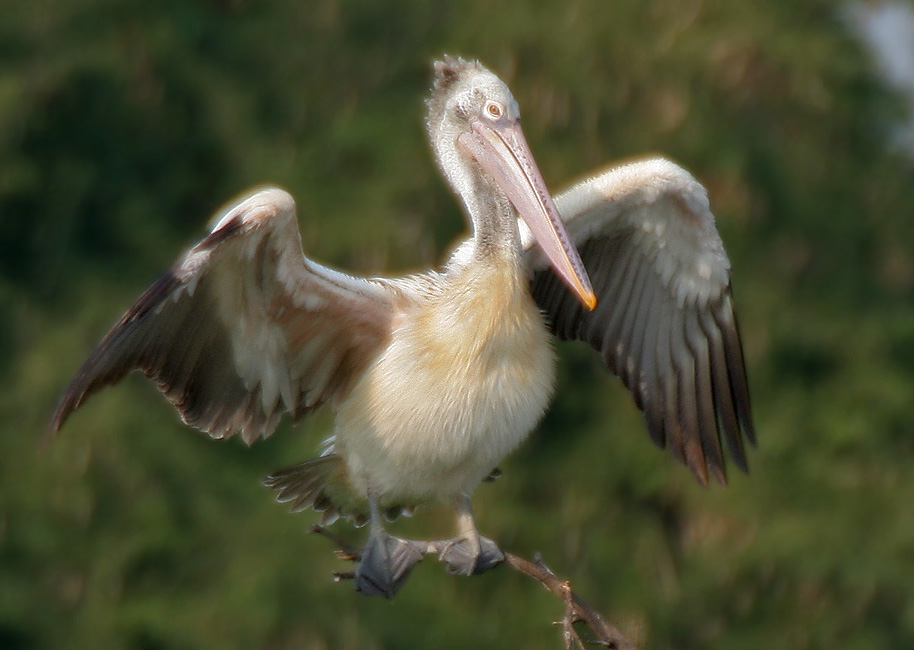
Un pélican à bec tacheté

La basse-vallée du Sittang constituait jadis un site de nidification majeur pour le pélican à bec tacheté (Pelecanus philippensis). Une colonie décrite en novembre 1877 y abritait des millions d'oiseaux sur 300 km². Des colonies immenses s'y reproduisaient encore en 1910, mais elles avaient complètement disparu en 1939. Quelques individus furent signalés dans les années 1940, mais plus aucun ne l'a été récemment et l'espèce est peut-être éteinte en Birmanie.

## Mascaret
Il existe, à l'embouchure du fleuve dans le golfe de Martaban, un mascaret très important, qui survient quotidiennement entre septembre et mai. Du fait des problèmes qu'il pose à la navigation sur la Sittang, ce mascaret — qualifié de « redoutable » en 1883 par Élisée Reclus — a été étudié au XIXe siècle et au XXe siècle, avec notamment une description du phénomène par John Stuart en 1932.
Un canal a été construit pour contourner le mascaret en reliant le cours inférieur de la Sittang à la rivière Bago, offrant alors la seule liaison entre Yangon et Taungû. 
En 2017, les surfeurs Antony Colas, Jérome Cordoba et Patrick Audoy « découvrent » ce mascaret pour la pratique de leur sport ; il est localement connu sous le nom de « လှိုင်းလုံး » (« lhaine lone », c'est-à-dire « vague »).